# Iwan Issajewitsch Bolotnikow

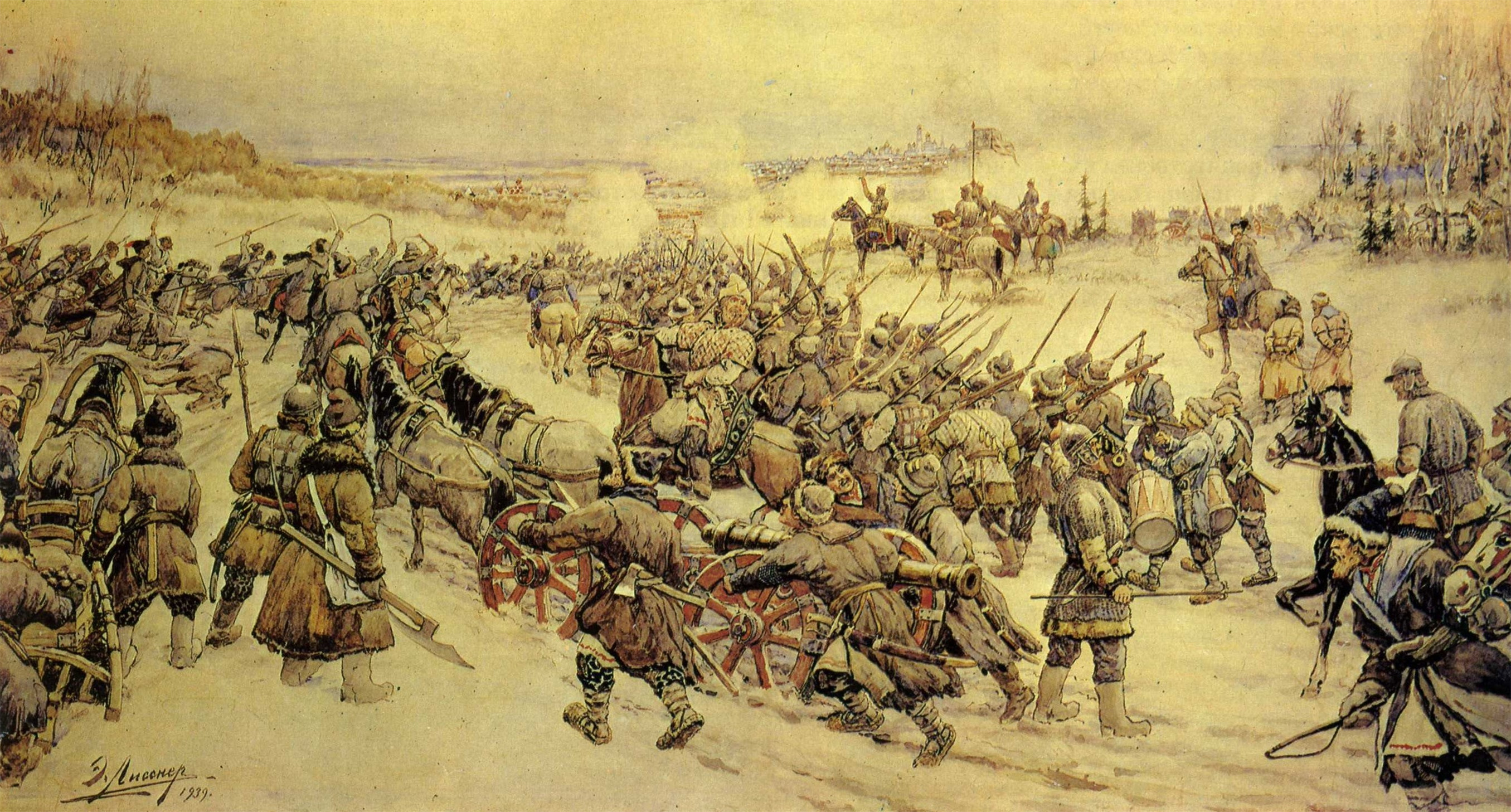
Kampf der Bauernarmee Bolotnikows gegen die Armee des Zaren bei Nischnije Kotly nahe Moskau, Gemälde von Ernst Lissner.

Iwan Issajewitsch Bolotnikow (russisch Иван Исаевич Болотников; † 1608) war Leibeigener und Führer des großen russischen Aufstandes von 1606 bis 1607.

## Leben
Iwan Bolotnikow war ein aus der Leibeigenschaft geflohener Kosak, der im Kampf mit den Krimtataren in Gefangenschaft geriet. Die Tataren verkauften ihn als Galeerensklaven in die Türkei. Im Mittelmeer gelang ihm die Flucht von einer türkischen Galeere nach Venedig, wo er von der zwischenzeitlichen angeblichen Wiederkehr des Zarewitsch Dmitri erfuhr. In Wirklichkeit war Dmitri, der vom Volk als Erlöser aus der „Zeit der Wirren“ ersehnt und verehrt wurde, ein Hochstapler, der soziale Reformen versprach und als Pseudodimitri I. in die Geschichte einging. Iwan Bolotnikow kehrte über Deutschland und Polen nach Russland zurück, um für den Zaren Dmitri zu kämpfen. In der Stadt Putywl in Sewerien (heute ukrainische Oblast Sumy) sammelte Bolotnikow 1606 in Kooperation mit dem Fürsten Schahovskoj sein erstes Kosaken-Regiment zur Unterstützung und Befreiung des angeblichen Zarewitsch. Seine Armee wuchs sehr rasch und rekrutierte sich überwiegend aus entflohenen Leibeigenen, Bauern und Kosaken. Auch einige Bojaren und Fürsten schlossen sich seinem Aufstand an. Aufgrund dieser Heterogenität der aufständischen Armee lässt sich der Aufstand nicht als „Bauernaufstand“ klassifizieren. Eine der wichtigsten Forderungen Iwan Bolotnikows war die Abschaffung der Leibeigenschaft.
Auf der Höhe seiner Macht hatte Iwan Bolotnikow die militärische Kontrolle über 70 Städte im Südwesten und Süden Russlands und in der Ukraine. Von Oktober bis Dezember 1606 belagerten seine Truppen Moskau, mussten sich im Winter aber nach Kaluga zurückziehen. 1607 wurde seine Armee besiegt. Nahe der Stadt Tula geriet Iwan Bolotnikow in Gefangenschaft und wurde 1608 geblendet und ertränkt.